# Herran
Herran település Franciaországban, Haute-Garonne megyében. Lakosainak száma 72 fő (2022. január 1.). Herran Galey, Saint-Jean-du-Castillonnais, Arbas, Chein-Dessus, Fougaron, Milhas és Portet-d’Aspet községekkel határos.

## Népesség
A település népességének változása:
| Lakosok száma | 90   | 106  | 71   | 74   | 71   | 75   | 75   | 73   | 71   | 72   |
|               | 1968 | 1982 | 1990 | 2006 | 2013 | 2015 | 2017 | 2019 | 2020 | 2022 |